# Teruwai
Teruwai is een bestuurslaag in het regentschap Centraal-Lombok van de provincie West-Nusa Tenggara, Indonesië. Teruwai telt 8938 inwoners (volkstelling 2010).